# Frýdlantský výběžek
Frýdlantský výběžek (polsky cypel frydlancki) či Frýdlantsko (polsky ziemia frydlancka) je oblast v severních partiích České republiky, součást Libereckého kraje. Rozkládá se na ploše asi 15 × 20 kilometrů ve Frýdlantské pahorkatině a z jihu je vymezen úpatím severních zlomových svahů Jizerských hor a na západě, severu i východě je ohraničen česko-polskou státní hranicí. Je řazen mezi pět severních výběžků republiky (spolu se Šluknovským, Broumovským, Javornickým a Osoblažským výběžkem).
Území patří mezi ekonomicky nejslabší regiony České republiky.

## Historie
Nejstarší důkazy o pobytu lidí v oblasti se nacházejí na Pohanských kamenech poblíž Višňové, kde se našly kamenné sekery pocházející z pozdní doby kamenné. Nad Raspenavou je znělcový vrch Chlum, na němž v době bronzové bývalo hradiště. První soustavnější osidlování kraje začalo během 6. století po Kristu, kdy se zde usadili slovanští lovci a rybáři přicházející sem z Lužice. Pobývali na hradištích poblíž dnešní Loučné a Předlánců. Ve 13. století dochází k jejich poněmčení kolonisty přicházejícími ze Saska a z Lužice.

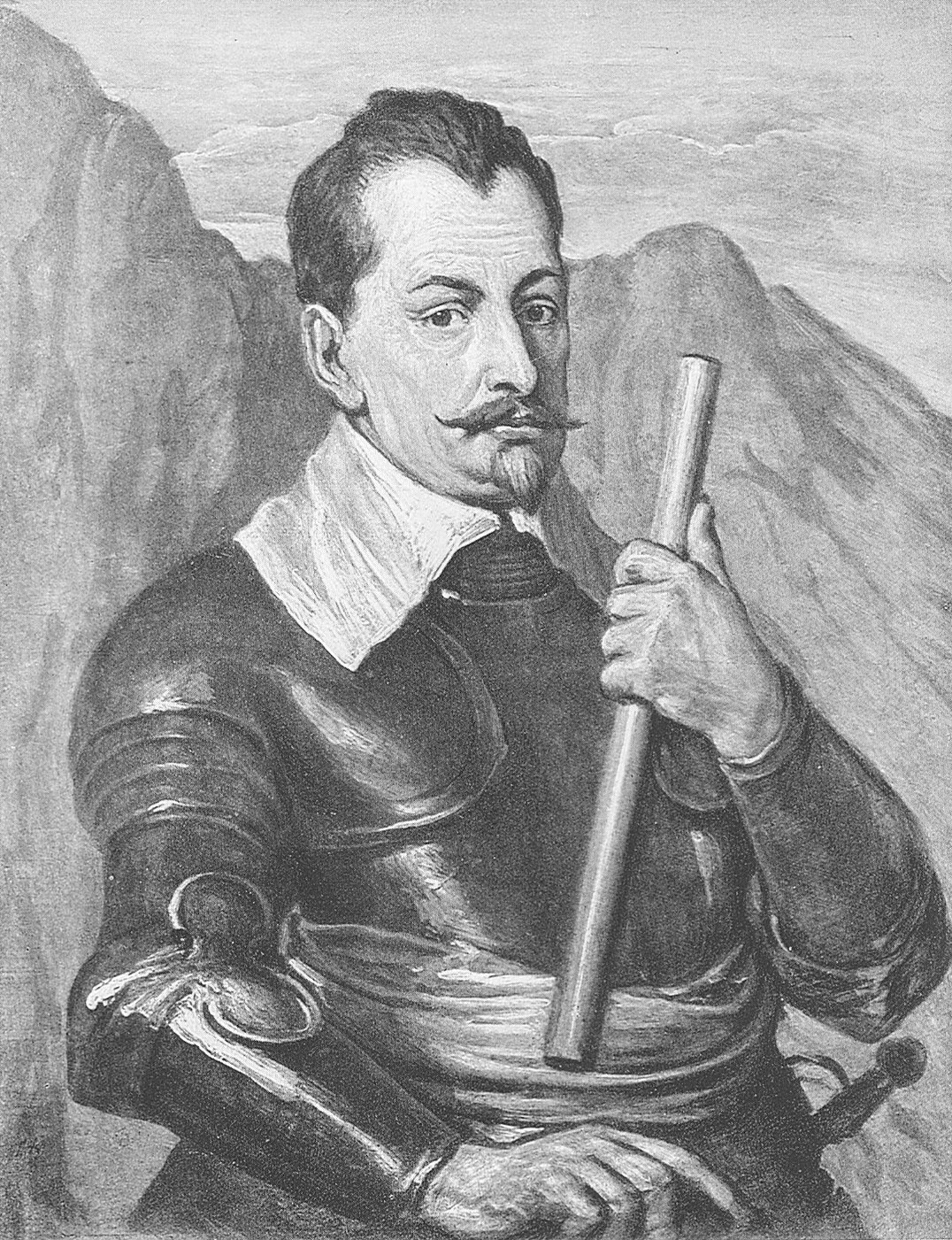
Albrecht z Valdštejna

V polovině 13. století byl založen frýdlantský hrad. Od českého krále Přemysla Otakara II. jej v roce 1278 koupil Rudolf z Biberštejna a rodu Biberštejnů patřil až do roku 1551, kdy vymírá zdejší rodová větev. Od začátku 14. století patřila pod správu hradu i osada Liberec. V té době vznikají i další obce ve výběžku: Hejnice (1346), Ludvíkov pod Smrkem či Lázně Libverda (1381). Když panství v roce 1558 koupil Bedřich z Redernu, změnil všechny kostely z katolických na protestantské. Pouze bazilika v Hejnicích, do níž směřovaly četné poutě z okolí a kvůli nim nemohl být změněn, byl alespoň uzavřen. Za vlády rodu Redernů nastal rozvoj oblasti (především díky podpoře plátenictví). Protože však podporovali Fridricha Falckého, byly jim po bitvě na Bílé hoře všechny statky zabaveny. Roku 1622 je koupil Albrecht z Valdštejna a na panství se opět z příkazu vrchnosti vrátilo katolictví. Když v roce 1634 zemřel, získal panství Matyáš Gallas od Ferdinanda II. odměnou za podíl na vraždě Albrechta z Valdštejna a jeho důstojníků. V letech 1679 až 1687 probíhaly na území nevolnické bouře, jejichž hlavní postavou byl kovář Andreas Stelzig z Dolní Řasnice. Roku 1757 přechází Frýdlantské panství pod nově vzniklý rod Clam-Gallasů, jímž patřil až do roku 1945.
V dobách protireformace (doba temna) emigrovala z této oblasti většina obyvatelstva. Jen v roce 1652 se jednalo o 3180 osob uprchlých z frýdlantského panství a 3800 osob z panství libereckého. Exulanti z Frýdlantska se přesunuli: 158 rodin do Meffersdorfu (Pobiedna), Schwerta, Scheibe (Mittelherwigsdorf) a Gebhardsdorfu,120 rodin do Seidenbergu (Zawidów), 82 rodin do Zhořelce, 70 rodin do Žitavy, 40 rodin do Marklissy (Leśna), 38 do Bernstadtu, 32 do Lauban (Lubáň), vše počítáno včetně okolních vsí. V menších počtech se rodiny rozptýlily i na jiných místech Lužice a Saska.

## Příroda

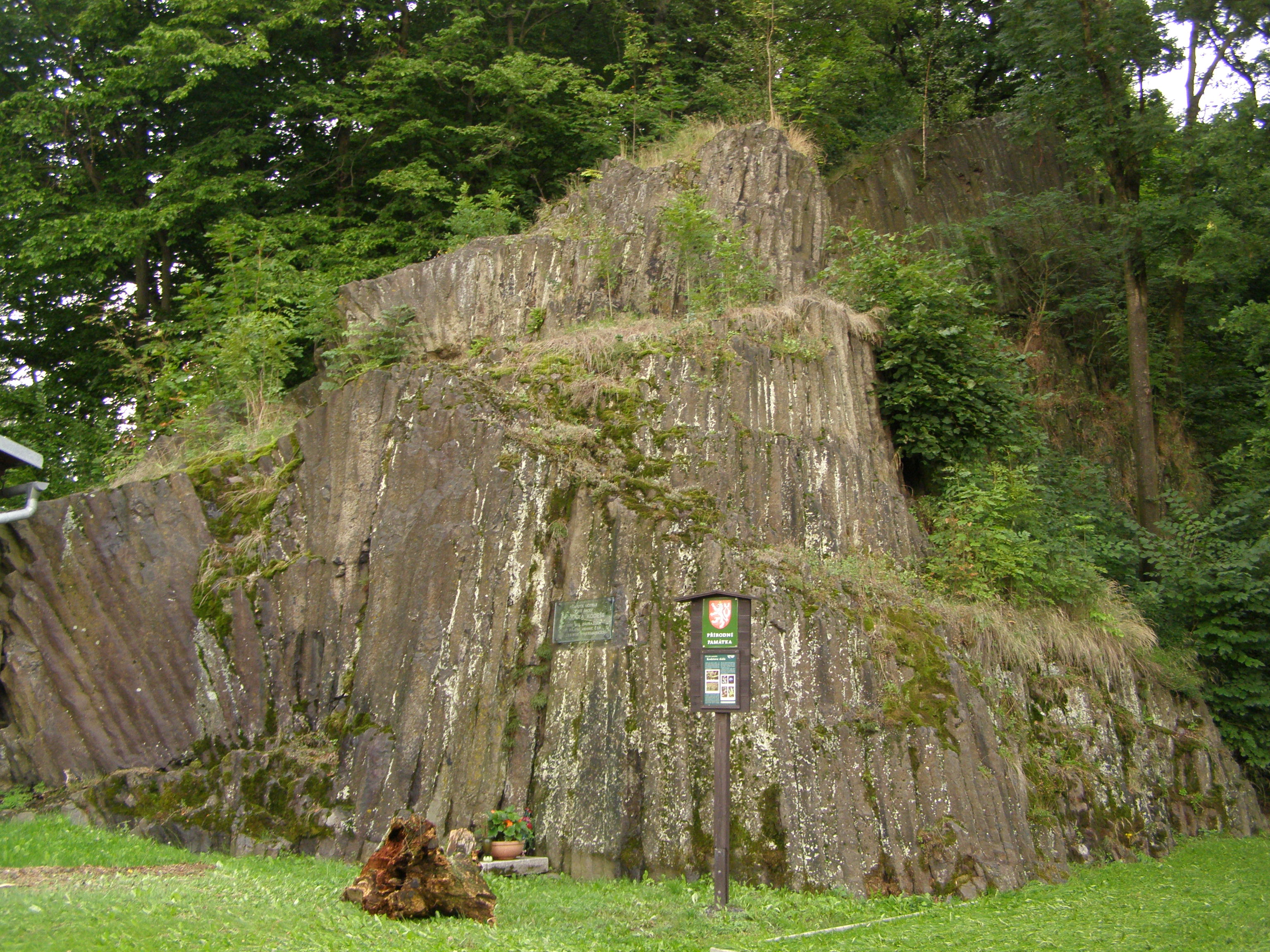
Přírodní památka Kodešova skála

Nejvyšším bodem Frýdlantska je hora Smrk (1124 m) v Jizerských horách, nejnižším je hladina Smědé (204 m) ve Vsi u Černous. Tohoto výškového rozdílu 920 m je dosaženo na pouhých 23 km. Drtivá většina výběžku je vyplněna Frýdlantskou pahorkatinou, jejímž nejvyšším bodem je Andělský vrch dosahující výše 573 m n. m. Krajina je skloněna směrem k severozápadu do Žitavské pánve. Oblast je odvodňována severním směrem řekou Smědou, nejprve do Lužické Nisy, tou pak do Odry a konečně do Baltského moře. K dalším významnějším tokům se řadí říčky Lomnice a Řasnice spolu s Bulovským potokem.

### Geologie
Geologickým podkladem jsou horniny lužického plutonu – na nejzazším severu jde o takzvaný zawidowský grandiorit, na severozápadě je to rumburská žula a zbytek oblasti tvoří jizerské ortoruly. Místy došlo na povrch k výlevům třetihorních vyvřelin – převážně čedičových a místy znělcových. Povrch Frýdlantska pokrývají čtvrtohorní glaciální a gracifluviální náplavy – převážně písčité usazeniny.

### Ochrana přírody
Ve Frýdlantském výběžku se nachází Přírodní park Peklo a zasahují sem i severní části Chráněné krajinné oblasti Jizerské hory. Nalézají se zde přírodní rezervace Křížový vrch, Meandry Smědé a Vápenný vrch, spolu s přírodními památkami Bílá skála, Hadí kopec, Kamenný vrch a Kodešova skála.

## Doprava
Územím v dřívějších dobách procházely obchodní stezky spojující Čechy s Lužicí a se Slezskem, o čemž svědčí archeologické nálezy římských mincí. V současné době je v oblasti síť silniční i železniční dopravy.

### Silniční doprava
Výběžkem prochází ve směru od jihu (od Liberce) silnice I/13 pokračující přes Frýdlant na sever k česko-polským hranicím a městu Zawidów. Ve Frýdlantě na tuto komunikaci navazují dvě silnice II. třídy. Jedna (II/290) vedoucí přes Raspenavu, Hejnice a jizerskohorskou Smědavu až do Desné a následně směrem na Jilemnici. Druhá (II/291) přes Nové Město pod Smrkem na státní hranici u polského města Świeradów-Zdrój.

### Železniční doprava
Od Liberce na jihu přes masiv Jizerských hor vstupuje do území železniční trať číslo 037, která dále pokračuje přes Raspenavu a Frýdlant až na sever ke státní hranici, kterou překračuje u obce Černousy. V Raspenavě z ní východním směrem odbočuje trať číslo 038 vedoucí přes Hejnice do Bílého Potoka. Ve Frýdlantě dále z tratě od Liberce odbočuje východním směrem železniční trať číslo 039 do Jindřichovic pod Smrkem. Ve Frýdlantě také začínala dnes již zrušená úzkorozchodná železniční trať do Heřmanic.

## Obce
Ve výběžku se nachází osmnáct obcí a žilo v něm dle sčítání lidu v roce 2011 přibližně 24 900 obyvatel. Obce patřily do okresu Frýdlant, při jeho zrušení v roce 1960 se staly součástí okresu Liberec. K mnoha z nich byly připojeny dříve samostatné osady. Protože oblast původně obývali Němci, jsou v závorkách uvedeny německé názvy obcí.
- Bílý Potok (Weißbach)
- Bulovka (Bullendorf)
  - Arnoltice (Arnsdorf)
  - Dolní Oldřiš (Nieder-Ullersdorf)
- Černousy (Tschernhausen)
  - Boleslav (Bunzendorf)
  - Ves (Wiese)
- Dětřichov (Dittersbach)
- Dolní Řasnice (Rückersdorf)
- Frýdlant (Friedland in Böhmen)
  - Albrechtice u Frýdlantu (Olbersdorf)
  - Filipov (Philippsberg)
  - Větrov (Ringenhain)
- Habartice (Ebersdorf)
  - Háj (Göhe)
- Hejnice (Haindorf)
  - Ferdinandov (Ferdinandstal)
- Heřmanice (Hermsdorf)
  - Kristiánov (Christiansau)
  - Vysoký (Hohenwald)
- Horní Řasnice (Bärnsdorf an der Tafelfichte)
  - Srbská (Wünschendorf)
- Jindřichovice pod Smrkem (Heinersdorf an der Tafelfichte)
  - Dětřichovec (Dittersbächel)
- Krásný Les (Schönwald)
- Kunratice (Kunnersdorf)
- Lázně Libverda (Bad Liebwerda)
- Nové Město pod Smrkem (Neustadt an der Tafelfichte)
  - Hajniště (Hegewald)
  - Ludvíkov pod Smrkem (Lusdorf an der Tafelfichte)
  - Přebytek (Überschar)
- Pertoltice (Berzdorf)
  - Dolní Pertoltice (Nieder-Berzdorf)
  - Nové Pertoltice (Neu-Berzdorf)
  - Horní Pertoltice (Ober-Berzdorf)
- Raspenava (Raspenau)
  - Luh (Mildenau)
  - Lužec (Mildeneichen)
  - Peklo (Karolintal)
- Višňová (Weigsdorf)
  - Andělka (Engelsdorf)
  - Dolní Višňová
  - Filipovka (Philippstal)
  - Loučná (Lautsche)
  - Minkovice (Minkwitz)
  - Poustka (Wustung)
  - Předlánce (Priedlanz)
  - Saň (Zahne)
  - Víska (Dörfel)

Původně patřily k frýdlantskému okresu ještě následující obce:
- Jizerka (Wilhelmshöhe) – od roku 1960 v okrese Jablonec nad Nisou
- Mníšek (Einsiedel in Isergebirge) – v okrese Liberec již v roce 1918
- Oldřichov v Hájích (Buschullersdorf) – v okrese Liberec již v roce 1918
  - Filipka (Philippsgrund)

## Dominanty

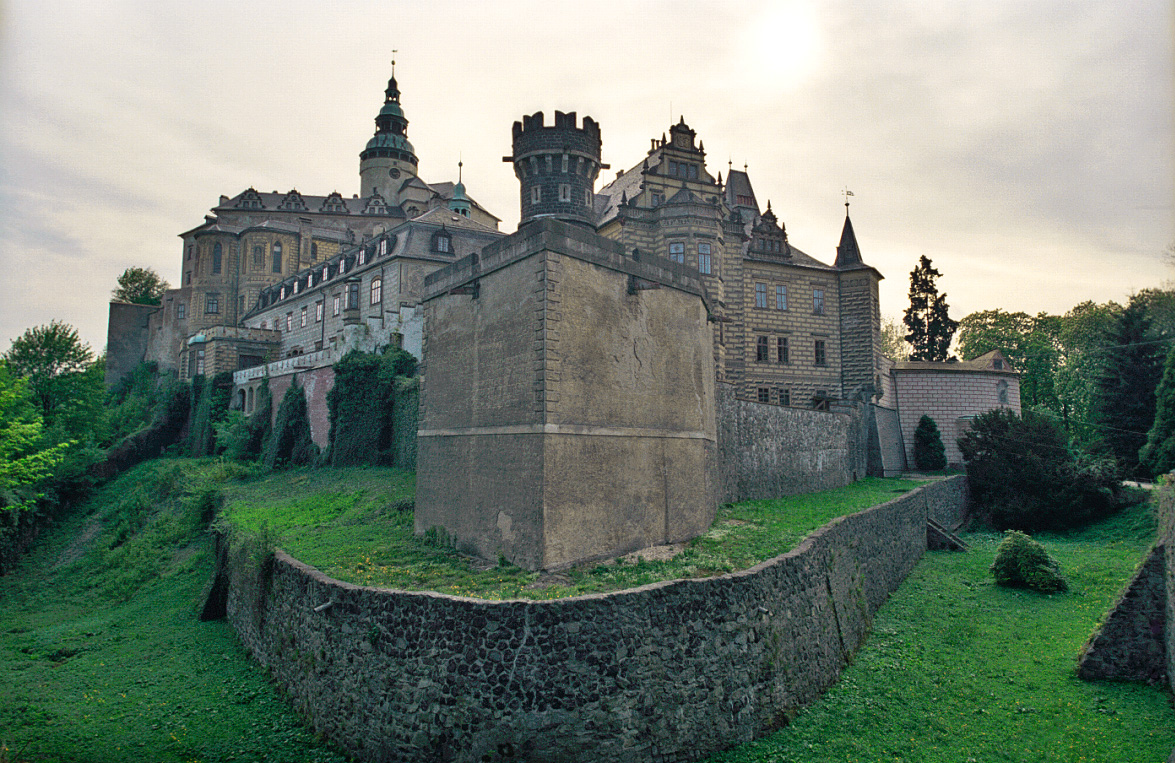
Frýdlantský zámek
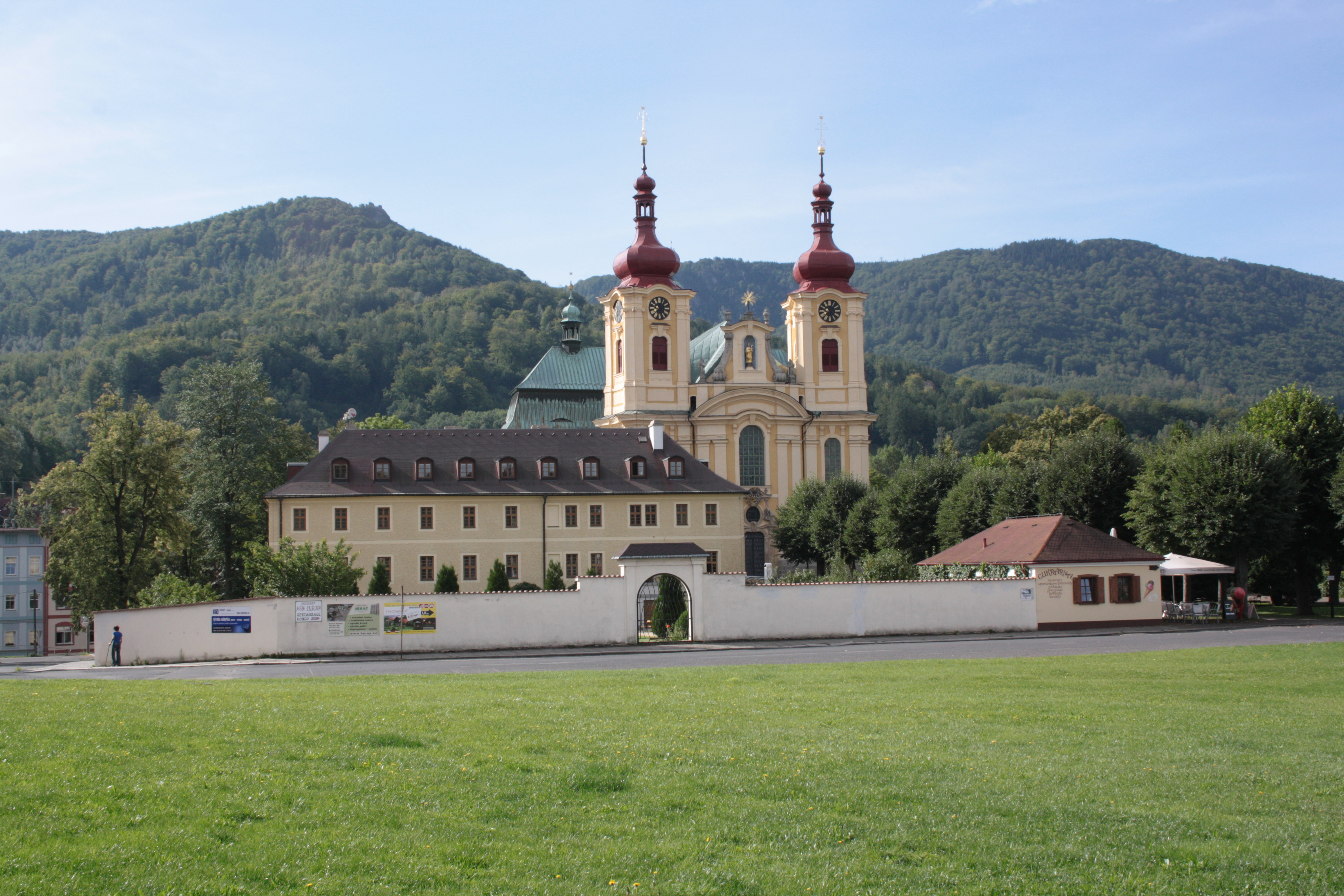
Kostel Navštívení Panny Marie v Hejnicích
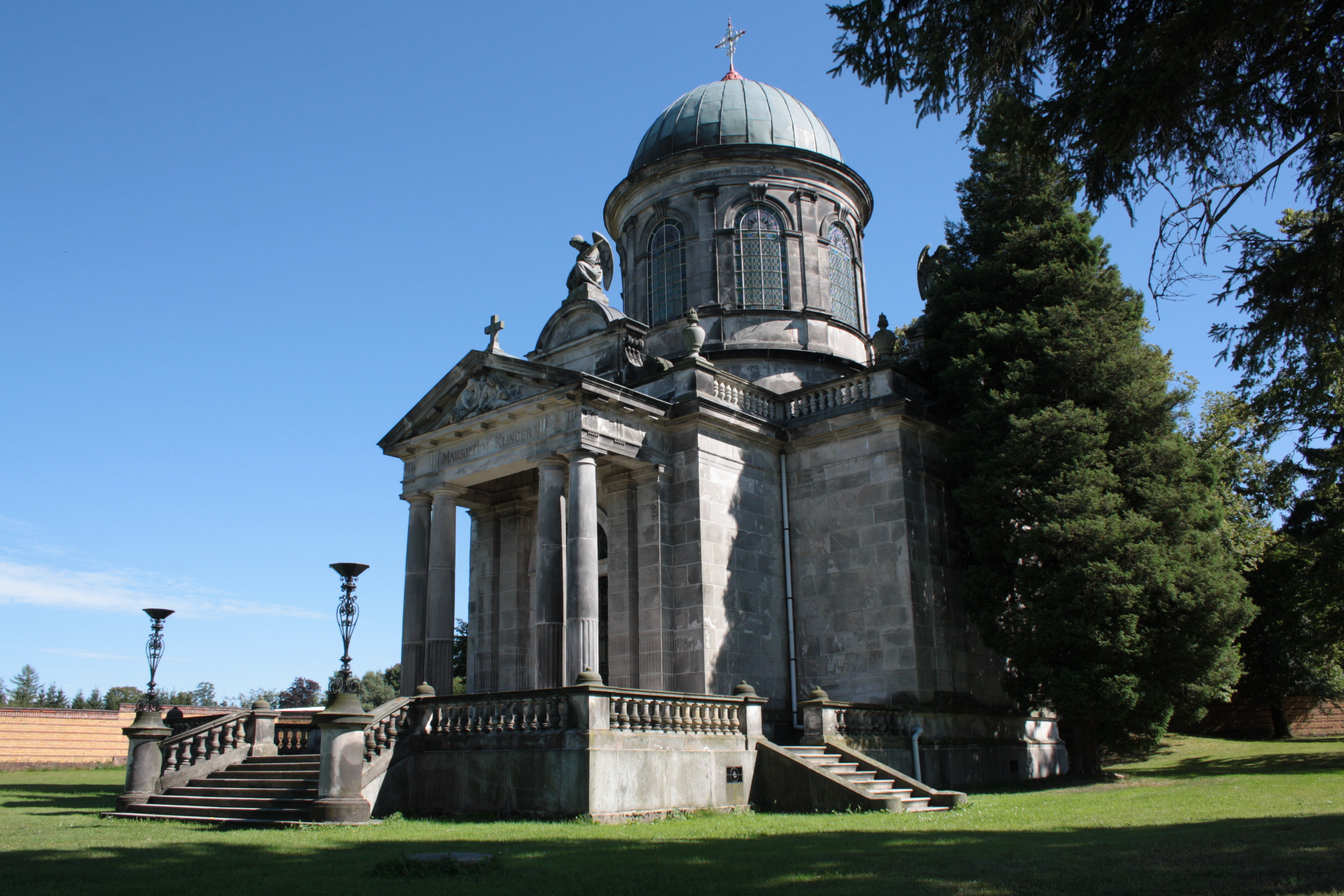
Klingerovo mauzoleum u Nového Města pod Smrkem
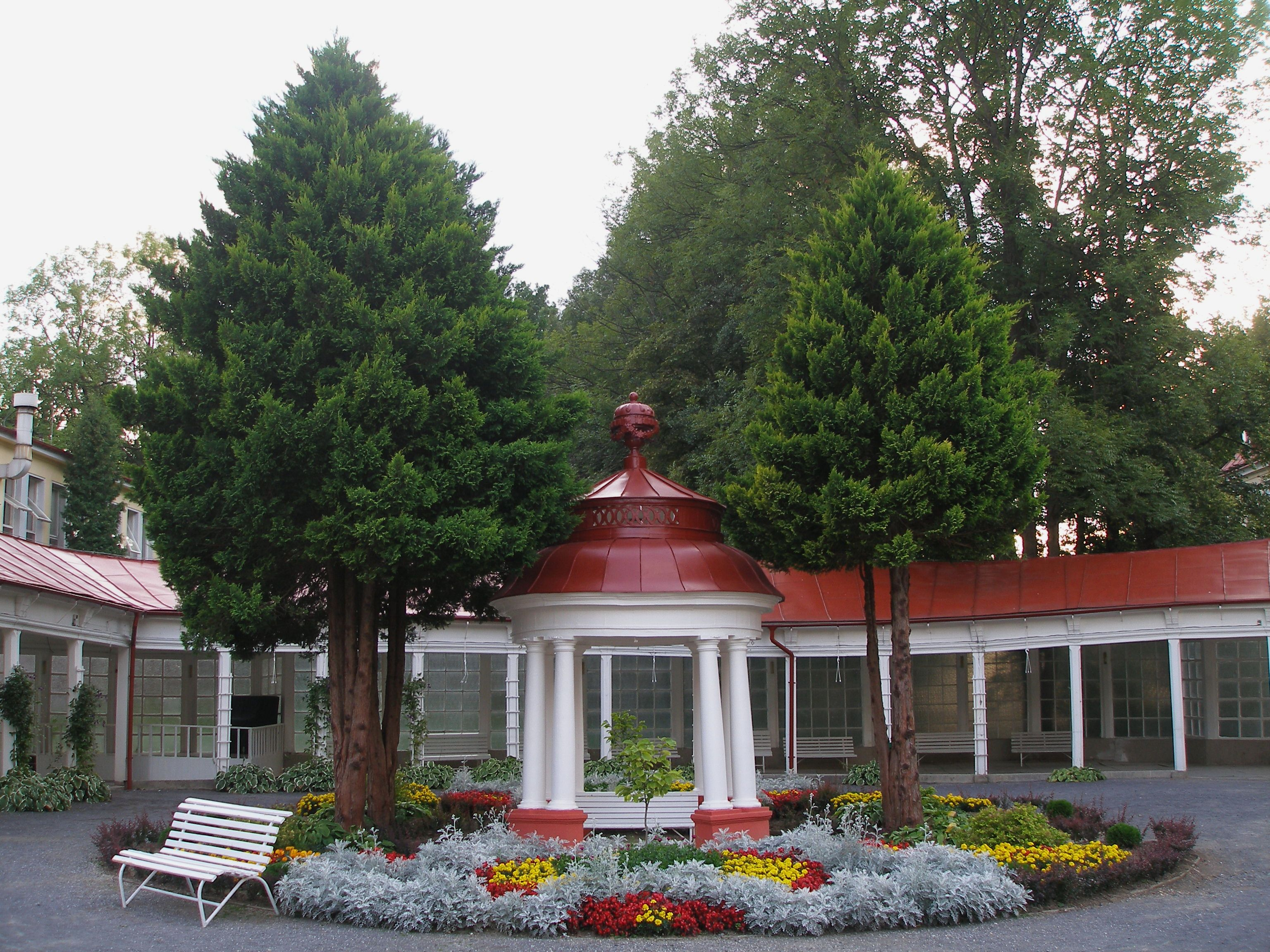
Lázně Libverda
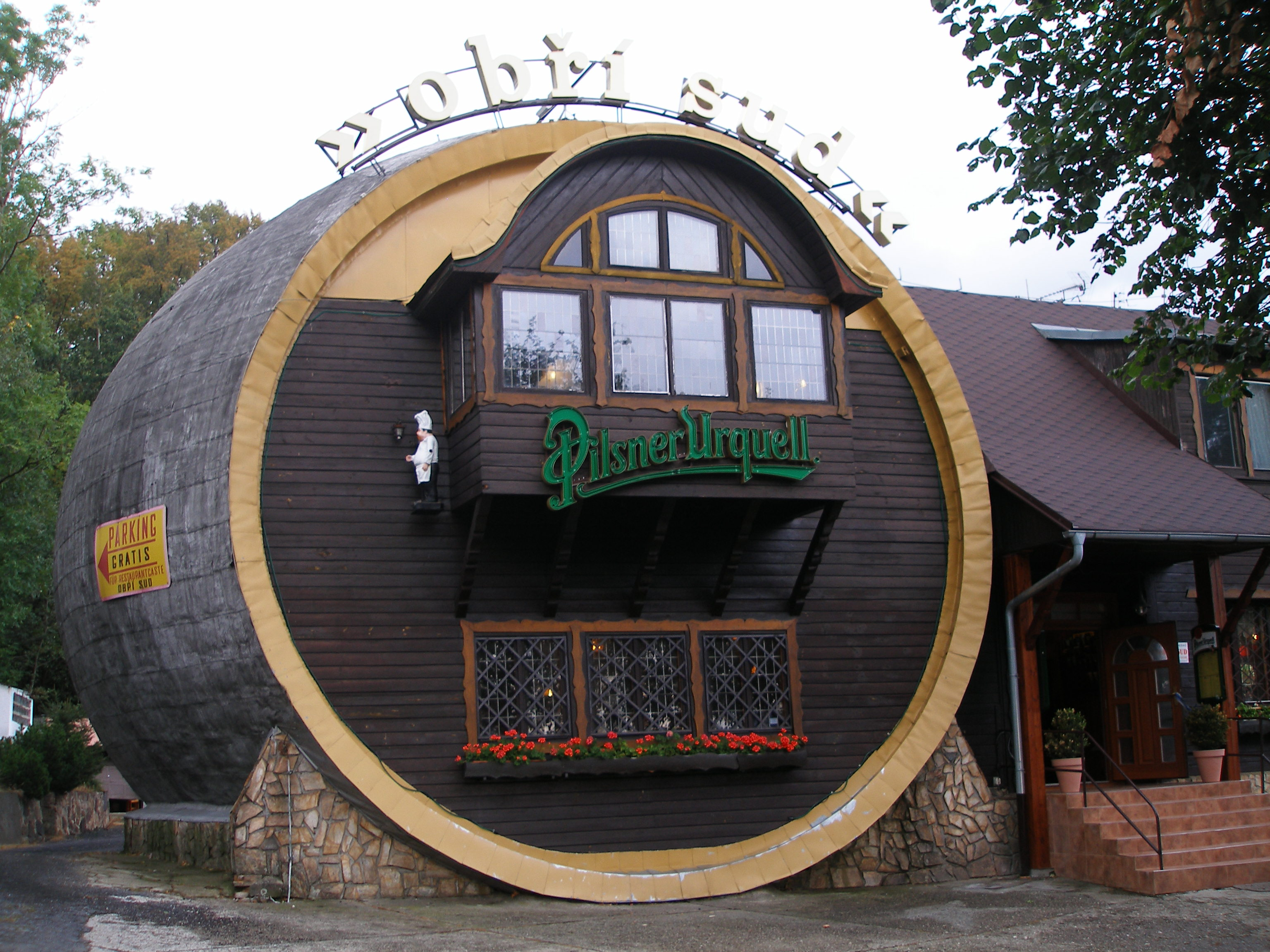
Obří sud
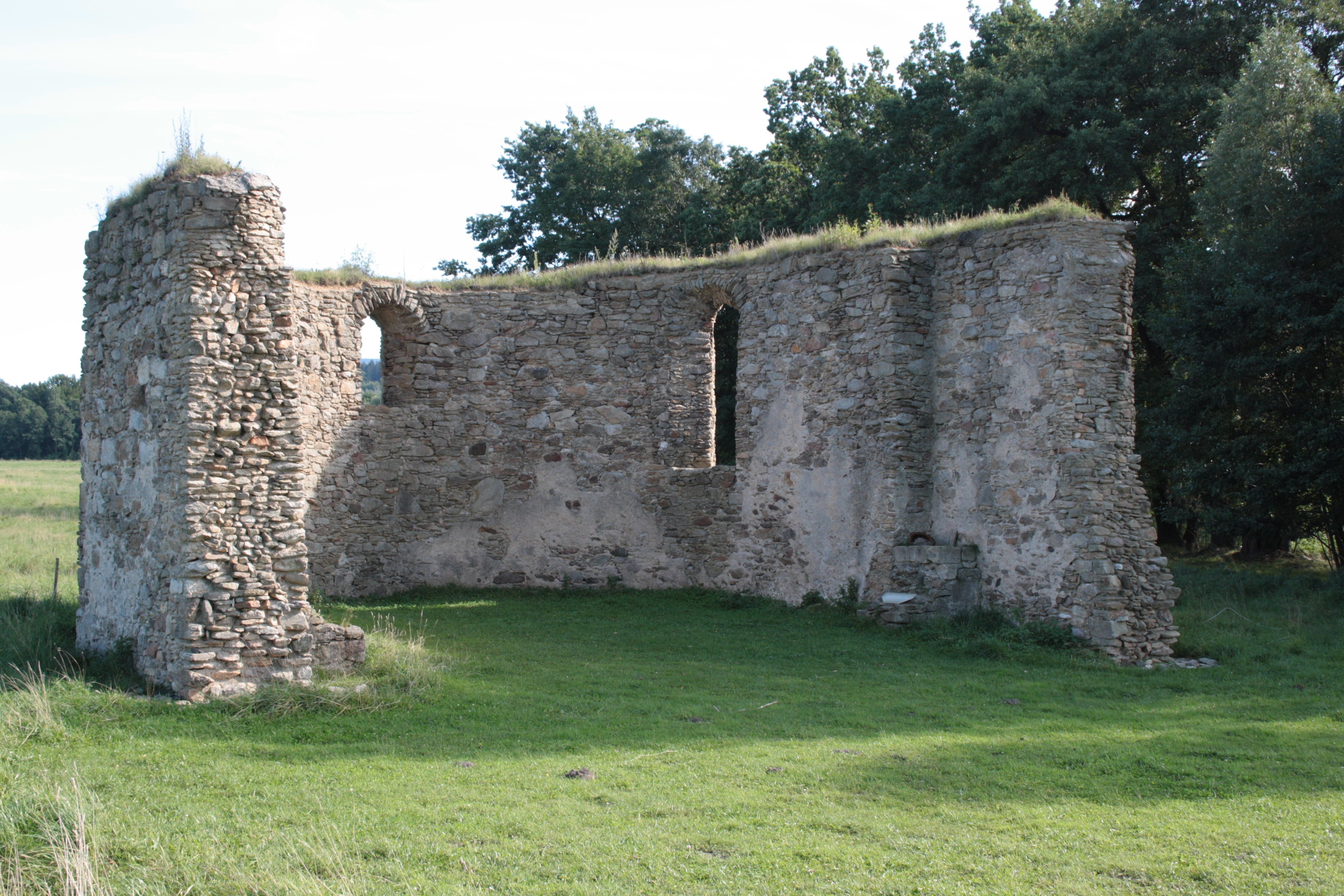
Zřícenina kostela sv. Jakuba Staršího u Jindřichovic pod Smrkem